# Kyoto Kaikan
ROHM Theatre Kyoto (ロームシアター京都, Rōmu shiatā Kyōto), précédemment connu sous le nom Kyoto Kaikan (京都会館) de 1960 à 2012, est une salle de concert de Kyoto, au Japon. Imaginée par Kunio Maekawa et inaugurée en 1960, elle peut accueillir 2 005 auditeurs.
Elle est fermée en 2012 pour rénovation, et rouvre en janvier 2016, avec deux nouveaux espaces de 700 et 200 places.
Elle est nommée ROHM Theatre Kyoto à la suite de l'investissement de la société Rohm pour sa rénovation (naming).